# Драгунский лейб-гвардии полк

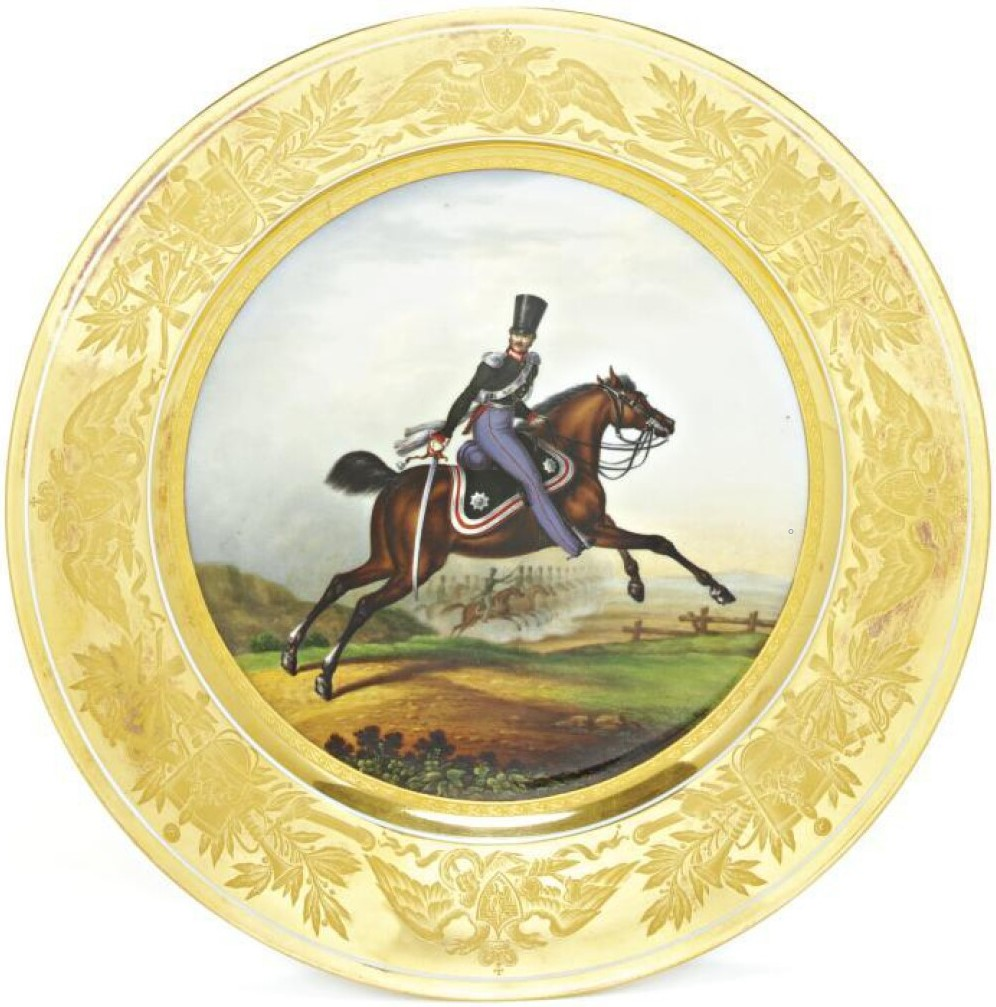
Младший офицер Лейб-гвардии Конно-егерского полка, 1829 г.

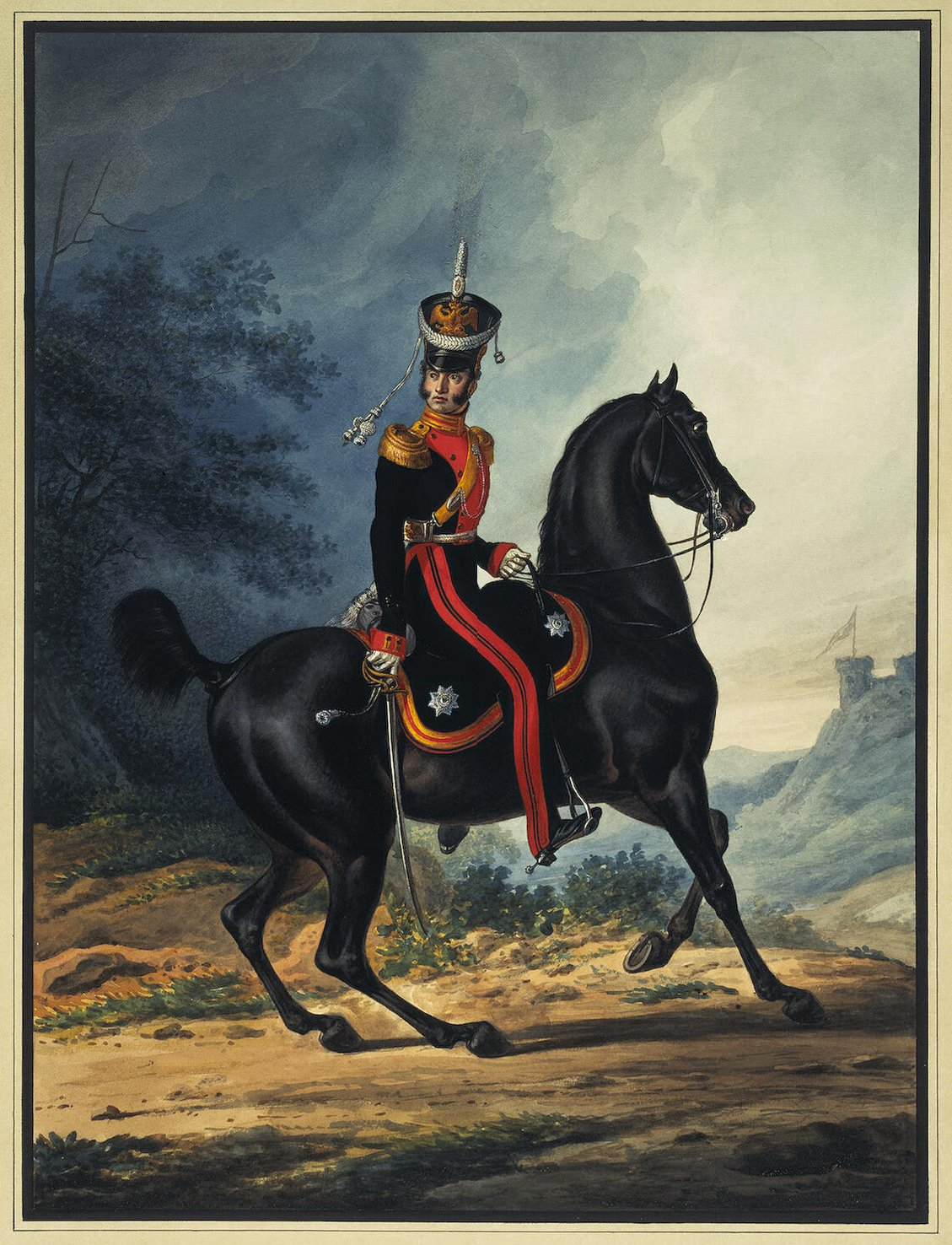
А. И. Зауервейд, Штаб-офицер Лейб-Гвардии Драгунского полка, ранее 1845 года.

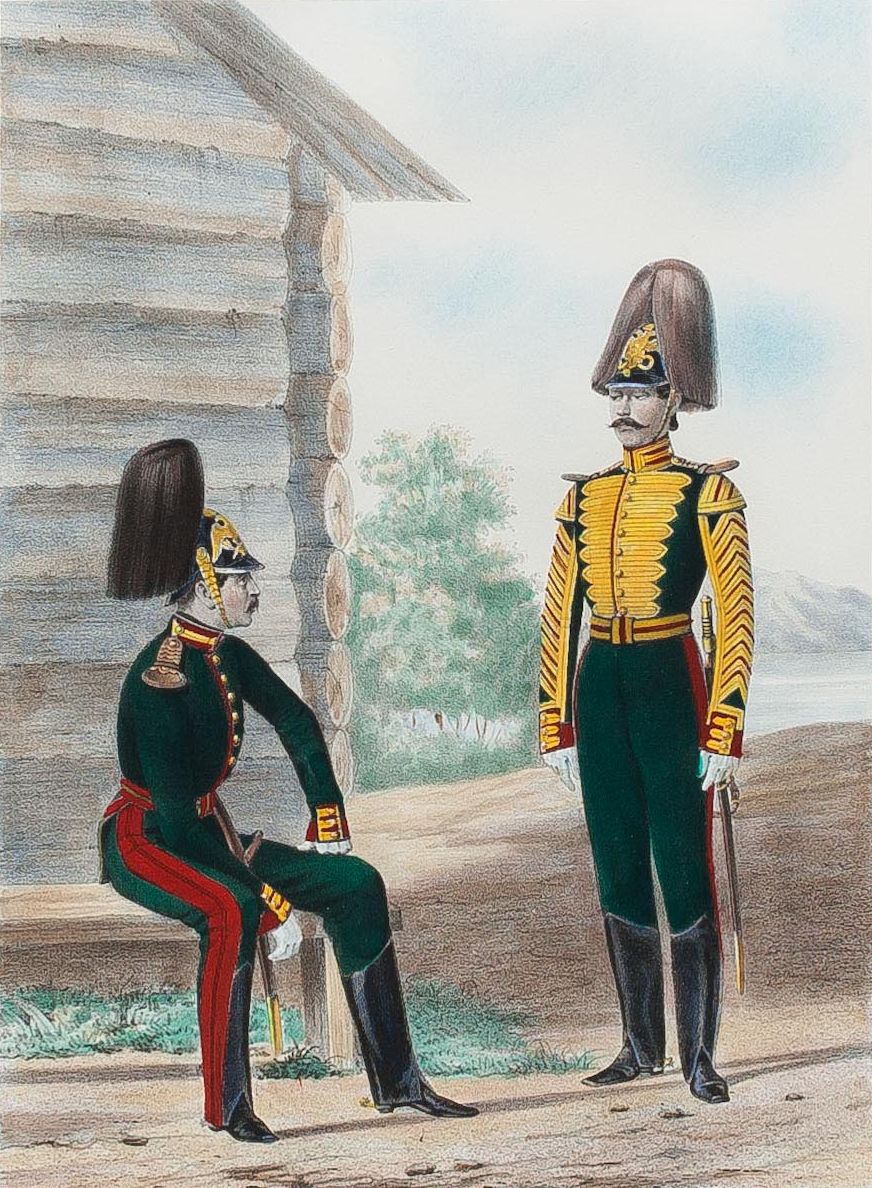
Рядовой и Трубач л.-гв. Драгунского полка. 1844—1848.

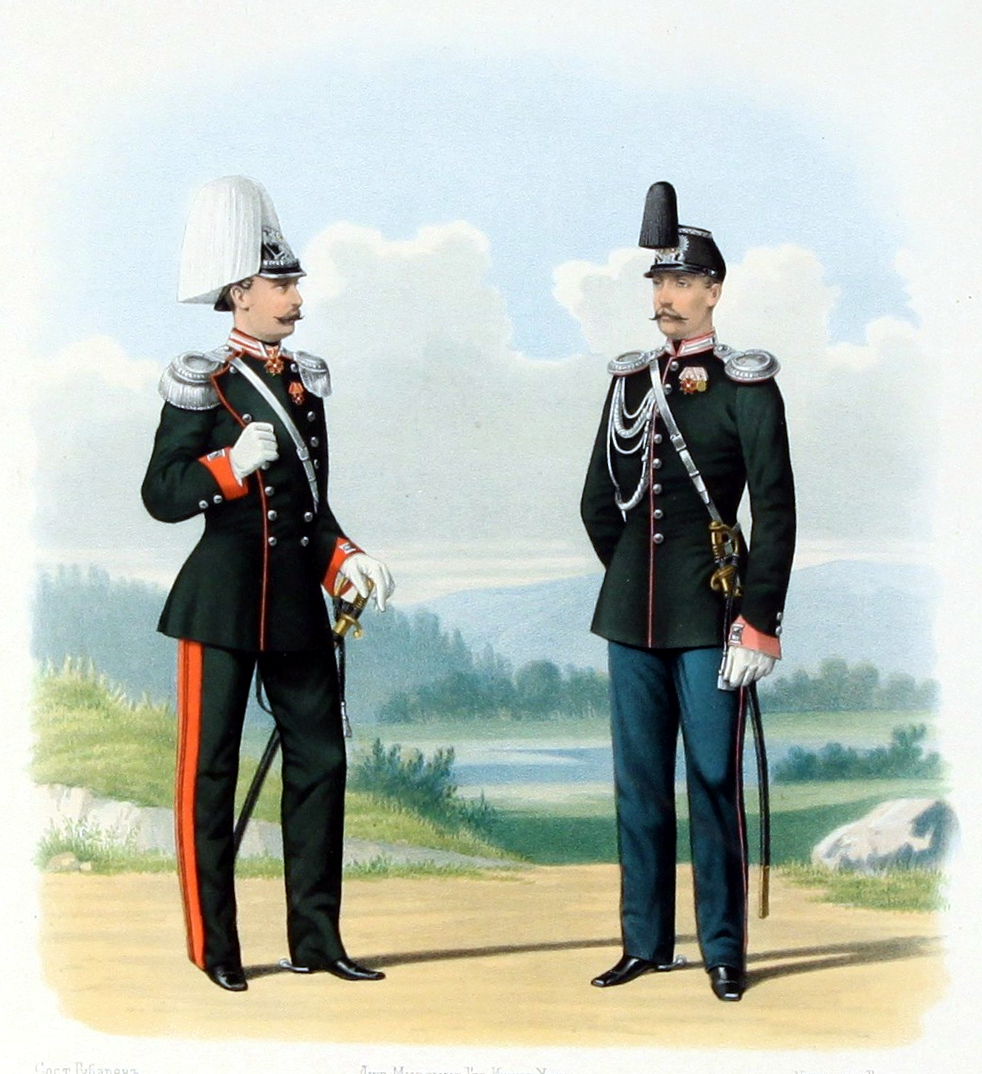
Губарев П. К. Штаб-Офицер л.-гв. Драгунского и Обер-Офицер (Адъютант) 2-го л.-гв. Драгунского Псковского Ея Величества полков. 1874 год.

Лейб-гвардии Драгунский полк — лейб-гвардейское формирование (драгунский полк, воинская часть) Русской императорской армии.
Старшинство: 3 апреля 1814 года.
Полковой праздник: 19 марта, день Святых Мучеников Хрисанфа и Дарии.
Дислокация: Старая Русса (1 апреля 1815 — 1 сентября 1902), Старый Петергоф.

## История

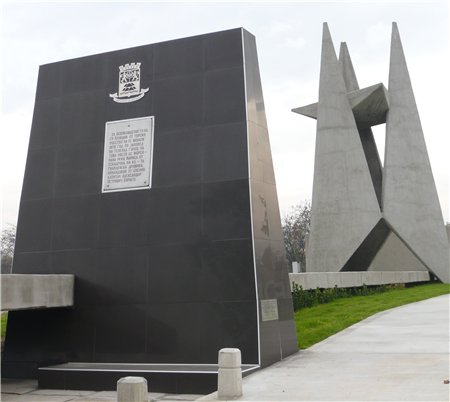
Памятник лейб-драгунам, освободившим Пловдив в Русско-турецкой войне 1877—1878, под командованием капитана А. П. Бураго.

- 3 апреля 1814 — сформирован в Версале генерал-адъютантом князем Васильчиковым из офицеров и нижних чинов армейской кавалерии, особенно отличившихся в Отечественную войну, под названием Конно-егерский полк (в составе 4-х эскадронов) (Высочайший приказ от 19 марта 1814 года).
- 30 апреля 1814 — утверждён штат полка из 6 эскадронов действующих и одного запасного. Полк назван лейб-гвардии Конно-егерским, и ему пожалованы права и преимущества Молодой Гвардии.
- 1 апреля 1815 — прибыл на место постоянное дислокации в Старой Руссе.
- 29 декабря 1815 — сформированы 5-й, 6-й и 7-й эскадроны.
- 1828—1829 — участвовал в русско-турецкой войне.
  - Апрель — сентябрь 1828 — участвовал в походе к крепости Варна.
- 1831 — участвовал в Польском походе.
  - 23 марта — участвовал в авангардном бою на р. Нарев.
  - 2 мая — участвовал в бою у д. Велонтки.
  - 4 мая — участвовал в авангардном бою у д. Порембье.
  - 5 мая — участвовал в арьергардном бою у Пржетице.
  - 8-9 мая — прикрывал отступление Гвардейского корпуса.
  - 14 мая — участвовал в сражении при г. Остроленка.
  - 3 августа — участвовал в бою у с. Тополево.
  - 25-26 августа — участвовал в штурме Варшавы.
- 6 декабря 1831 — в ознаменование подвигов и отличной храбрости, оказанных в Польском походе, пожалованы права Старой Гвардии.
- 4 апреля 1833 — переименован в лейб-гвардии Драгунский полк; в 1835—1837 годах находился в Новгороде.
- 6 апреля 1836 — из бессрочноотпускных нижних чинов гвардейской кавалерии сформирован при причислен к полку Запасный эскадрон № 8-го, а прежний назван 7-м резервным.
- 1849 — участвовал в Венгерском походе, но в боевых действиях участия не принимал.
- 1854—1856 — состоял в Балтийской армии для охраны западной границы Империи.
- 26 июня 1856 — переформирован в 6 действующих и 2 резервных эскадрона.
- 18 сентября 1856 — переформирован в 4 действующих и 5-й резервный эскадрон.
- 1863 — Поэскадронно принимал участие в подавлении польского мятежа в Виленском военном округе.
- 29 декабря 1863 — 5-й резервный эскадрон отделён от полка в состав особой гвардейской резервной кавалерийской бригады и назван резервным эскадроном лейб-гвардии Драгунского полка
- 4 августа 1864 — резервный эскадрон возвращён в полк.
- 27 июля 1875 — резервный эскадрон переименован в запасный.
- 1877—1878 — участвовал в русско-турецкой войне в составе 2-й гвардейской кавалерийской дивизии.
  - 12 октября 1877 — участвовал в бою при д. Телиш.
  - 21 октября 1877 — два эскадрона полка участвовали в бою у д. Джурилово.
  - 28 октября 1877 — участвовал во взятии г. Враца.
  - 10 ноября 1877 — участвовал в бою у д. Новачин.
  - 16 — 17 декабря 1877 — участвовал в переходе через Балканы.
  - 25 декабря 1877 — участвовал в бою у д. Мечка.
  - 3 — 4 января 1878 — сводный эскадрон из 63-х лейб-драгунами, под командованием капитана Бураго обратил в бегство более тысячи регулярных солдат и черкесов Сулейман-паши и освободил город Пловдив.
  - 6 января 1878 — участвовал бою у д. Семизджа.
  - 10 января 1878 — был при занятии г. Адрианополь.
  - 13 января 1878 — участвовал в бою у г. Димотика.
- 6 марта 1883 — полк переформирован в 6 эскадронов, а запасный эскадрон переформирован в отделение кадра
- 14 декабря 1902 года командиром полка назначен Его Высочество Герцог Георгий Георгиевич Мекленбург-Стрелицкий, состоящий в родстве с Российским Императорским Домом, как сын Великой Княгини Екатерины Михайловны.

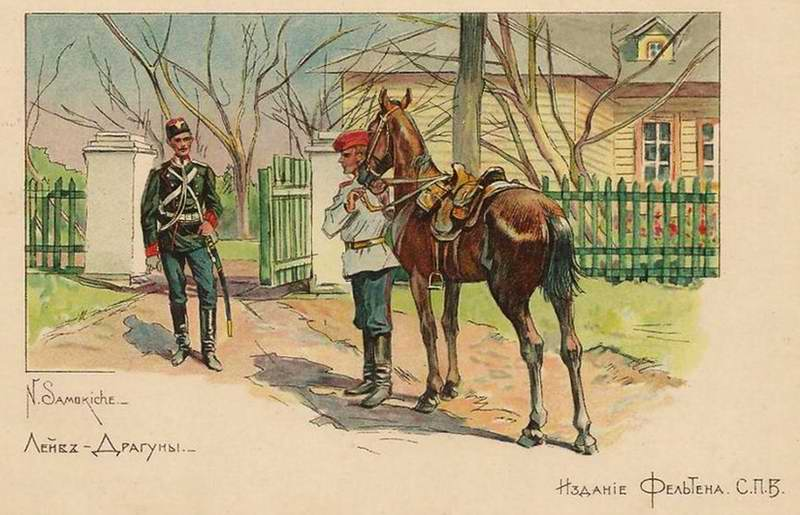
Лейб-гвардии драгуны, художник Николай Самокиш

- Август-сентябрь 1914 — участвовал в Восточно-Прусской операции в составе 1-й армии ген. П. К. Ренненкампфа.
- В июле 1915 г. полк участвовал в Люблин-Холмском сражении[3][4].
- 1 июня 1918 — полк расформирован.
- ноябрь 1918 — возрождён во ВСЮР. Эскадрон полка формировался в ноябре 1918 года: сначала как команда конных разведчиков Сводно-гвардейского полка (к февралю 1919 года там собралось до 10 его офицеров). Эскадрон полка в марте 1919 года входил в Запасный кавалерийский полк, с весны 1919 года — в Драгунский дивизион. В начале апреля 1919 года насчитывал до 90 человек, ядро его составляли таврические немцы-колонисты. В мае-июне входил в состав Гвардейского Сводно-кавалерийского дивизиона, с 19 июня 1919 года дивизион полка входил в состав сформированного 2-го Гвардейского Сводно-кавалерийского полка, где в июле 1919 года гвардейские драгуны были представлены двумя эскадронами. С 15 декабря 1919 года эскадрон полка входил в Сводно-гвардейский кавалерийский полк 1-й кавалерийской дивизии и Сводную кавалерийскую бригаду, а по прибытии в Крым с 16 апреля 1920 года стал 8-м эскадроном Гвардейского кавалерийского полка. Полк потерял в Белом движении 12 офицеров (6 расстреляны, 5 убиты и 1 умер от болезней). Полковое объединение в эмиграции на 1951 год насчитывало 28 чел.

## Казармы в Старом Петергофе

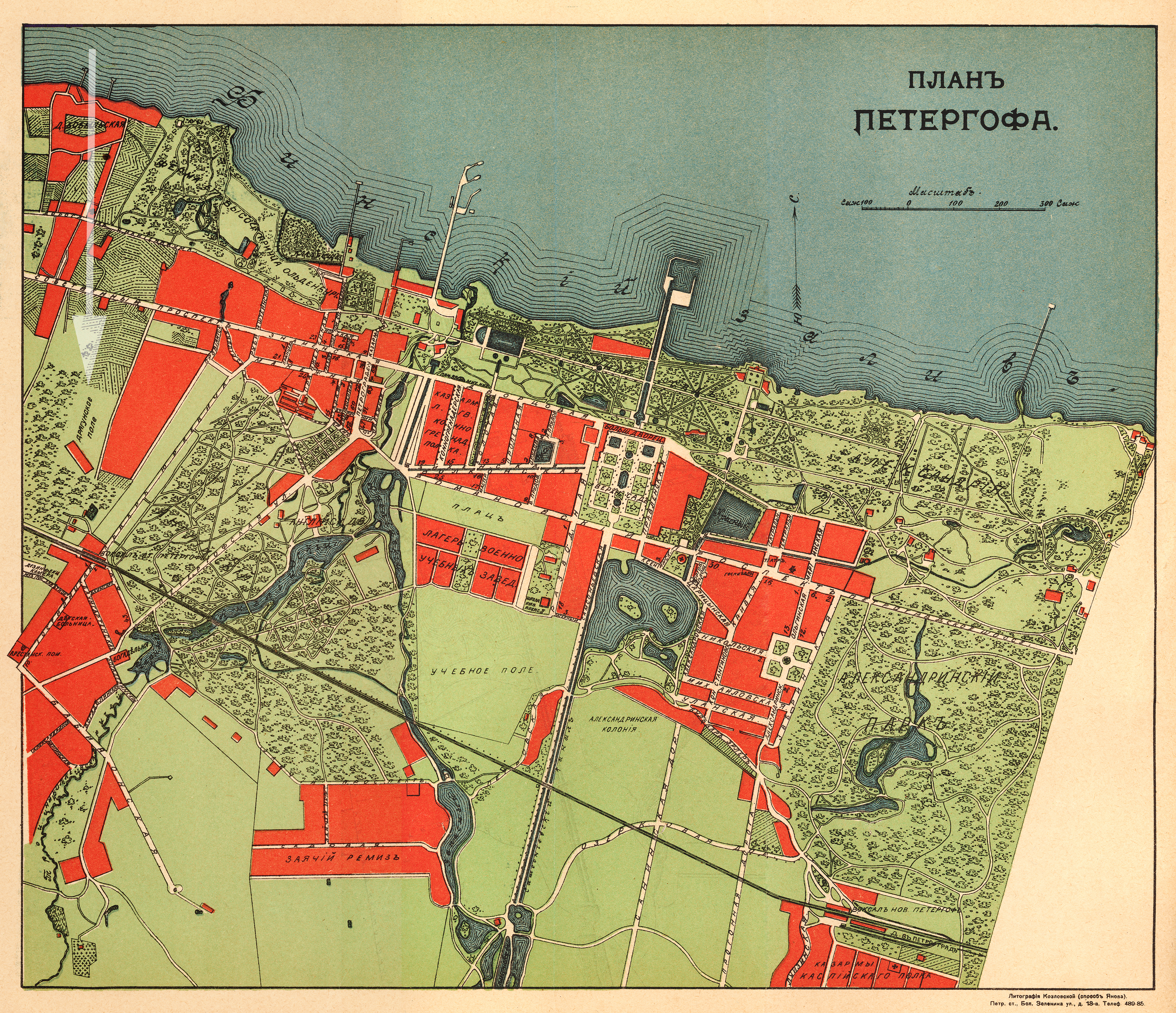
Драгунское поле для практических занятий (указано стрелкой в левой верхней части плана) и территория расположения казарм полка (красная трапеция правее поля) на плане Петергофа, 1915 год

3 июля 1898 года было объявлено о предстоящей передислокации в Петергоф Лейб-гвардии Драгунского полка, квартировавшего до тех пор в Новгородской губернии. С этой целью в Старом Петергофе на лугу, идущем параллельно бульвару Юркевича, в течение 5 лет возводились каменные казармы. К 1902 году в Старом Петергофе был выстроен военный городок, занявший огромную по территории площадь. Условия квартирования в нём были по тому времени достаточно хорошими. В состав городка входило Драгунское поле для практических занятий полка, примыкающее к территории расположения казарм с западной стороны.
«1 сентября 1902 года Лейб-гвардии Драгунский полк торжественно вступил в Петергоф, где ему устроили тёплую встречу конно-гренадеры, уланы, петергофские власти и жители. <…> Шефом полка в то время был сам главнокомандующий русской гвардией и Санкт-Петербургским военным округом великий князь Владимир Александрович. Первый полковой праздник в Петергофе у драгун состоялся 19 марта 1903 года, на нём присутствовал император Николай II» и Государыня Императрица Александра Федоровна.
В 1922 году в казармах Драгунского полка разместилась Первая военно-железнодорожная Петроградская школа для подготовки командного состава.
С 1997 года в казармах располагается Военно-транспортный университет Железнодорожных войск Российской Федерации. На основании Решения Исполкома Ленсовета от 16.07.1990 № 608 здания казарм включены в «Перечень объектов культурного наследия на территории Санкт-Петербурга» как объекты регионального значения.

## Полковая церковь Св. Хрисанфа и Дарии
10 сентября 1904 года была освящена новая полковая церковь Св. Хрисанфа и Дарии: архитекторы — академик Д. Зайцев и А. фон Гоген. 
Храм был построен под руководством военного инженера капитана Никифорова на бульваре Юркевича.
Освящение храма состоялось «в присутствии императора Николая II, императрицы Александры Федоровны, командующего 2-й гвардейской кавалерийской дивизией великого князя Дмитрия Константиновича, главнокомандующего войсками гвардии, петербургского военного округа и шефа полка великого князя Владимира Александровича с великой княгиней Марией Павловной, великих князей Кирилла Владимировича, Бориса Владимировича, Петра Николаевича и Георгия Михайловича, их многочисленной свиты, генералитета и духовенства во главе с протопресвитером А. А. Желобовским».
Вмещавший 700 человек храм был выстроен из красного кирпича, с двуглавым куполом, с высокой колокольней над входом. Церковь была сооружена в византийском стиле, цветные витражные окна выполнены в романском стиле, художественно исполненный иконостас вырезан из дуба. В царских вратах были помещены изображения евангелистов, над вратами — изображение «Тайной вечери», а по сторонам — иконы «Спасителя» и «Божией Матери». В церкви хранилась икона с изображением четырёх святителей московских, празднуемых 5 октября.
Убранство церкви (витражи и запрестольный образ) было пожертвовано храма супругой командира полка, известной благотворительницей графиней Н. Ф. Карловой.
В 1920-е годы церковь была взорвана по решению советских властей, колокольню снесли позже. В 2014 году на месте храма установлен памятный закладной камень.

## Форма и вооружение
Нижние чины полка комплектовались из безбородых шатенов. Общая полковая масть коней — гнедая.

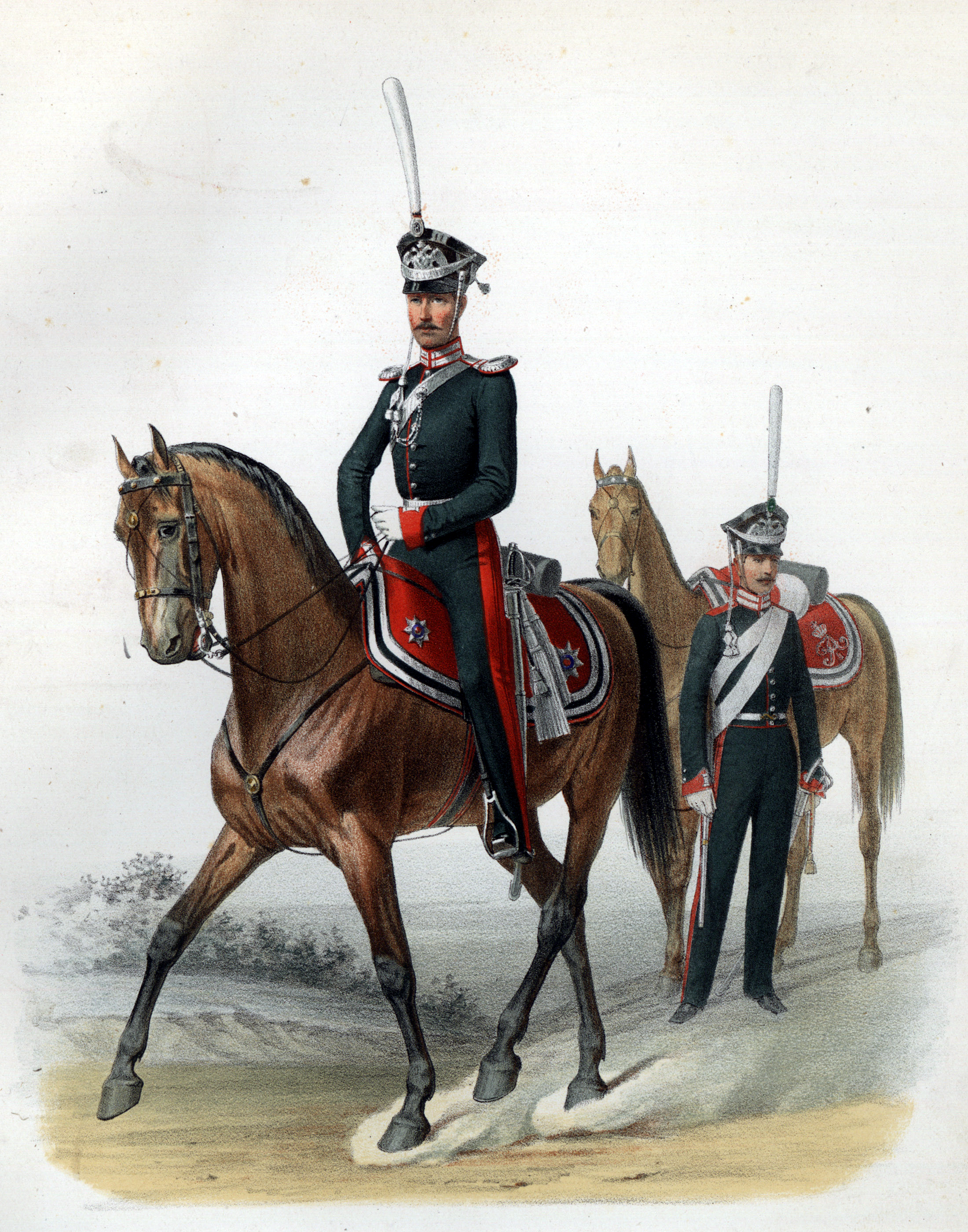
1814—1816. Обер-офицер и рядовой в парадной форме.
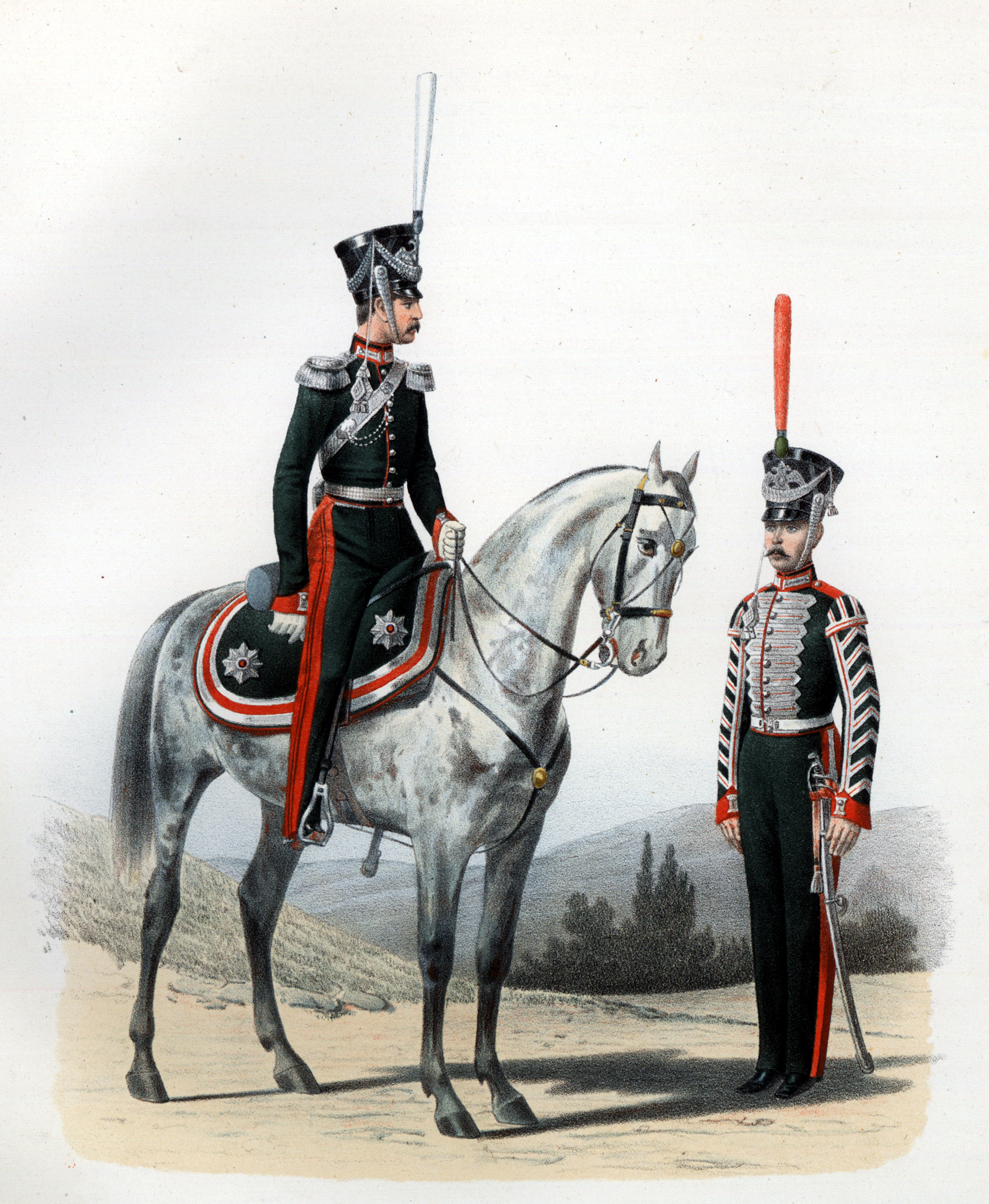
1816—1823. Штаб-офицер и трубач в парадной форме.
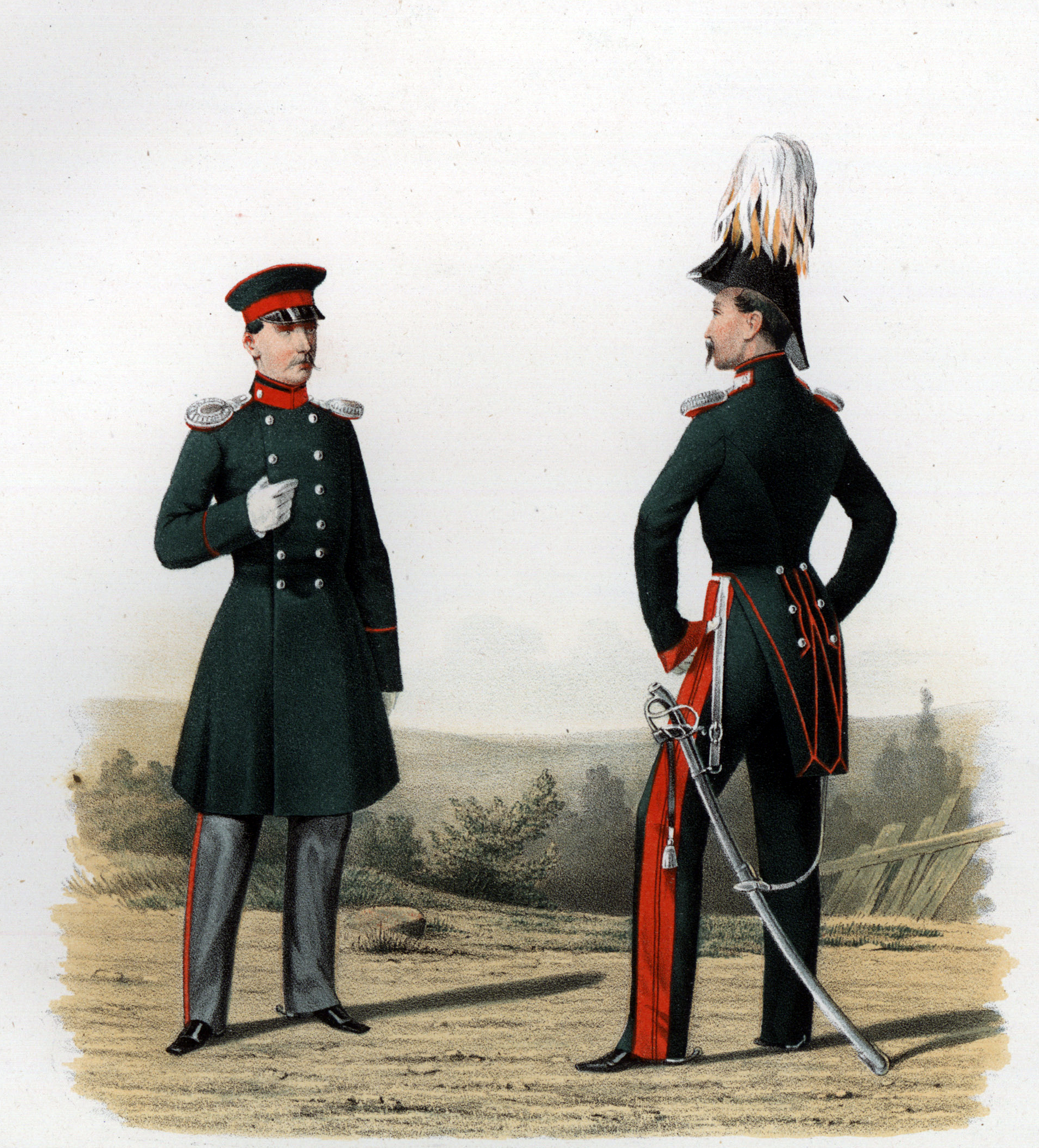
1817—1829. Обер-офицеры в сюртуке и виц-мундире.
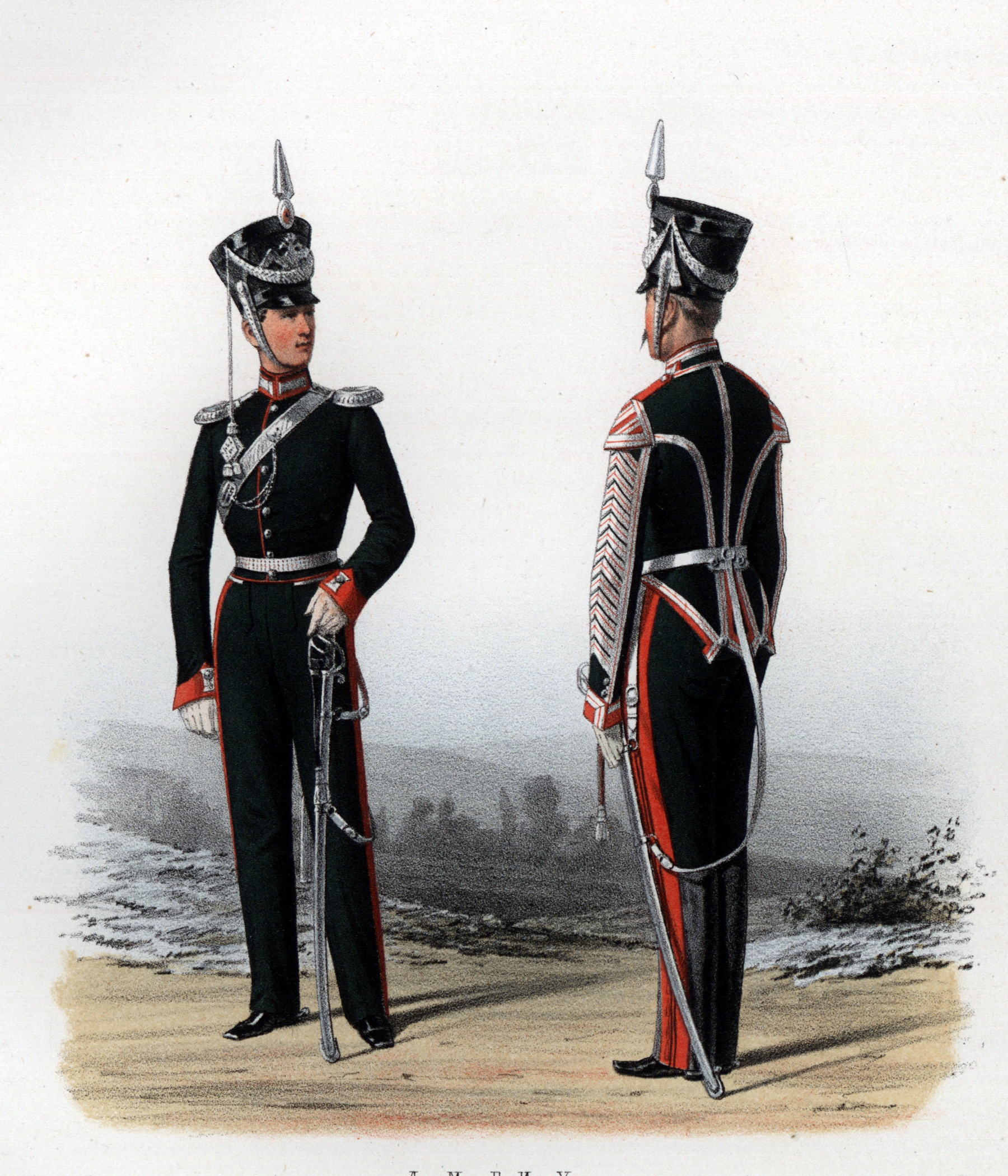
1823—1825. Обер-офицер и трубач в парадной форме.
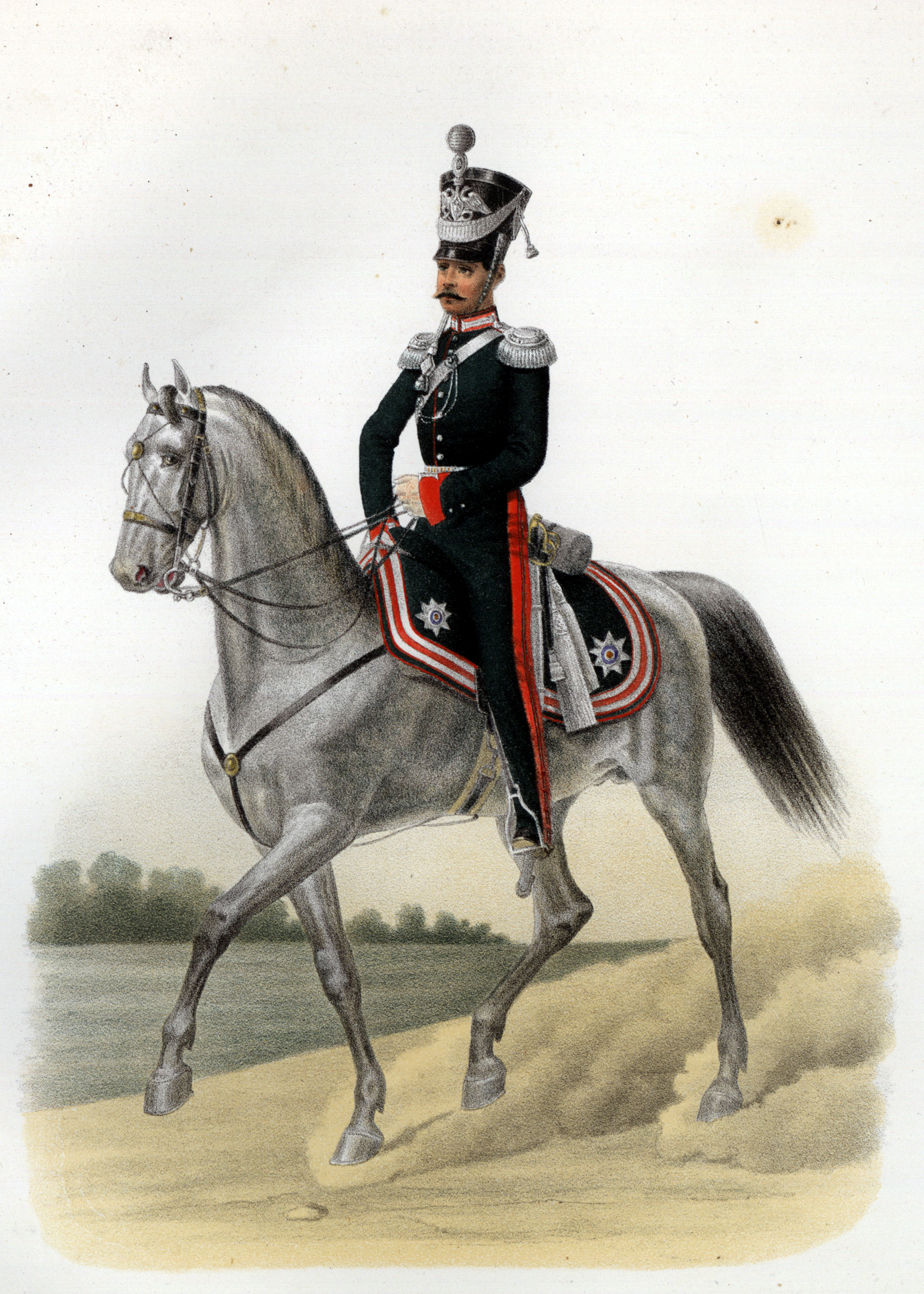
1825—1827. Штаб-офицер в парадной форме.
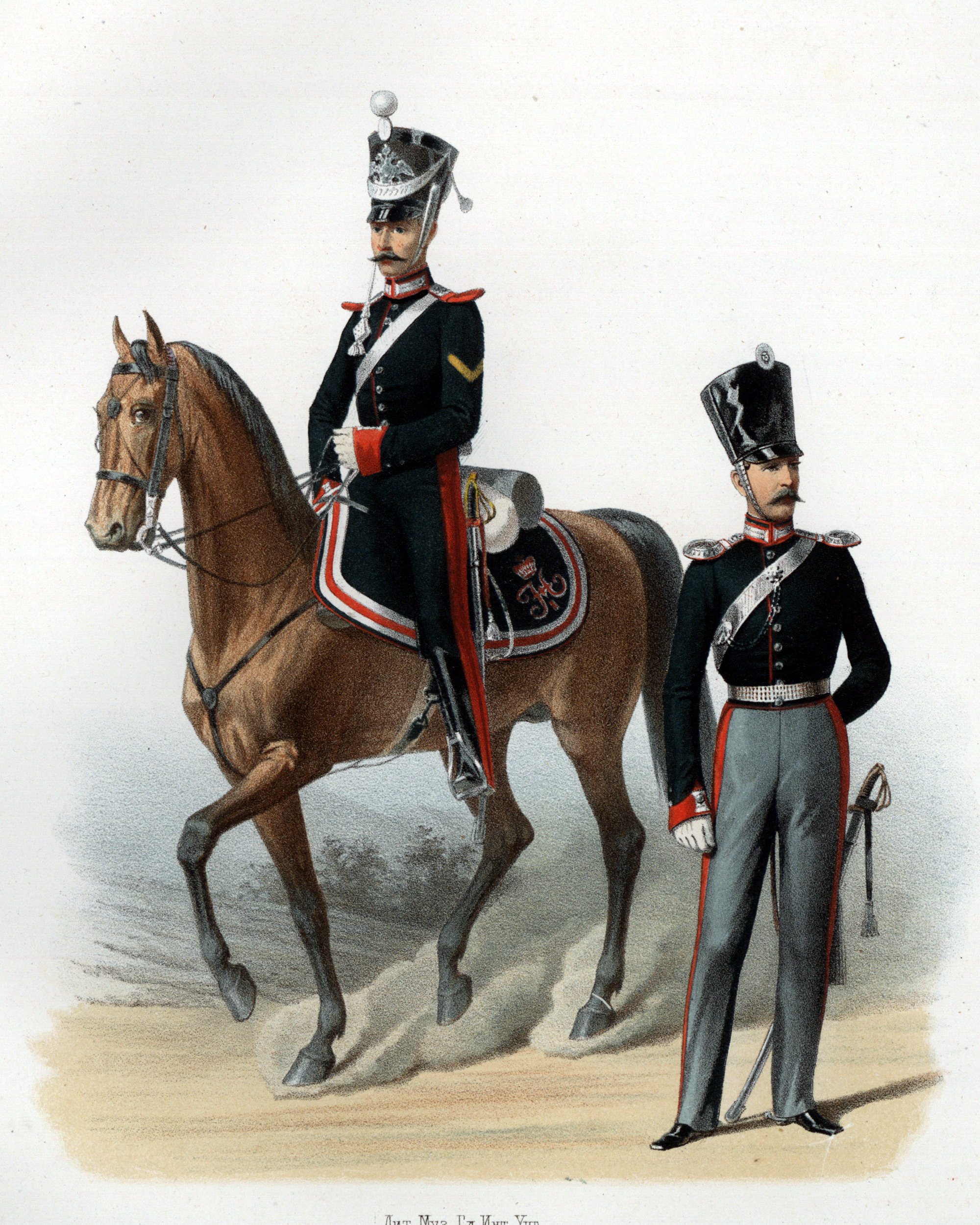
1827—1828. Рядовой в парадной форме, обер-офицер в лагерной форме.
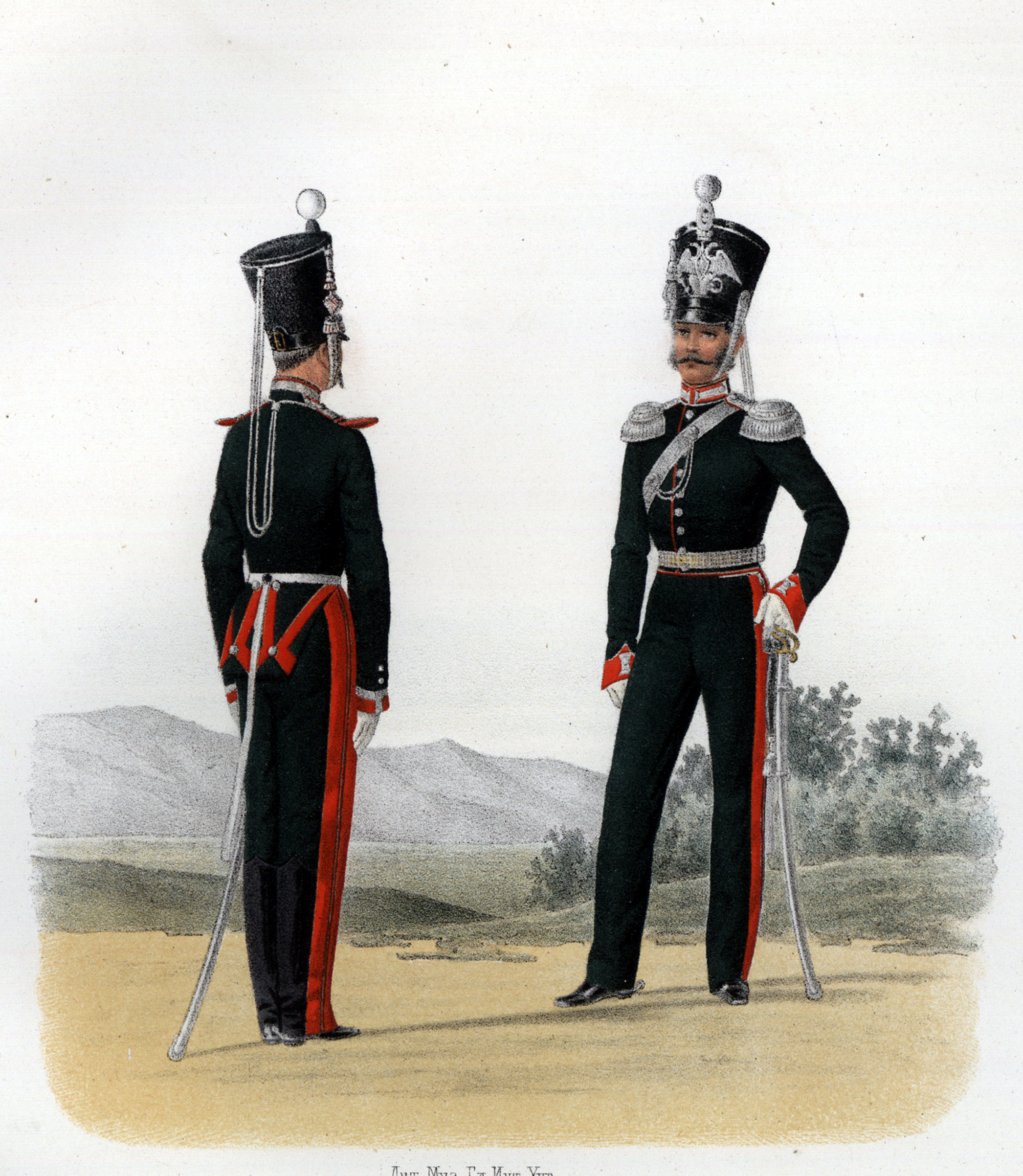
1828—1831. Унтер-офицер и штаб-офицер в парадной форме.
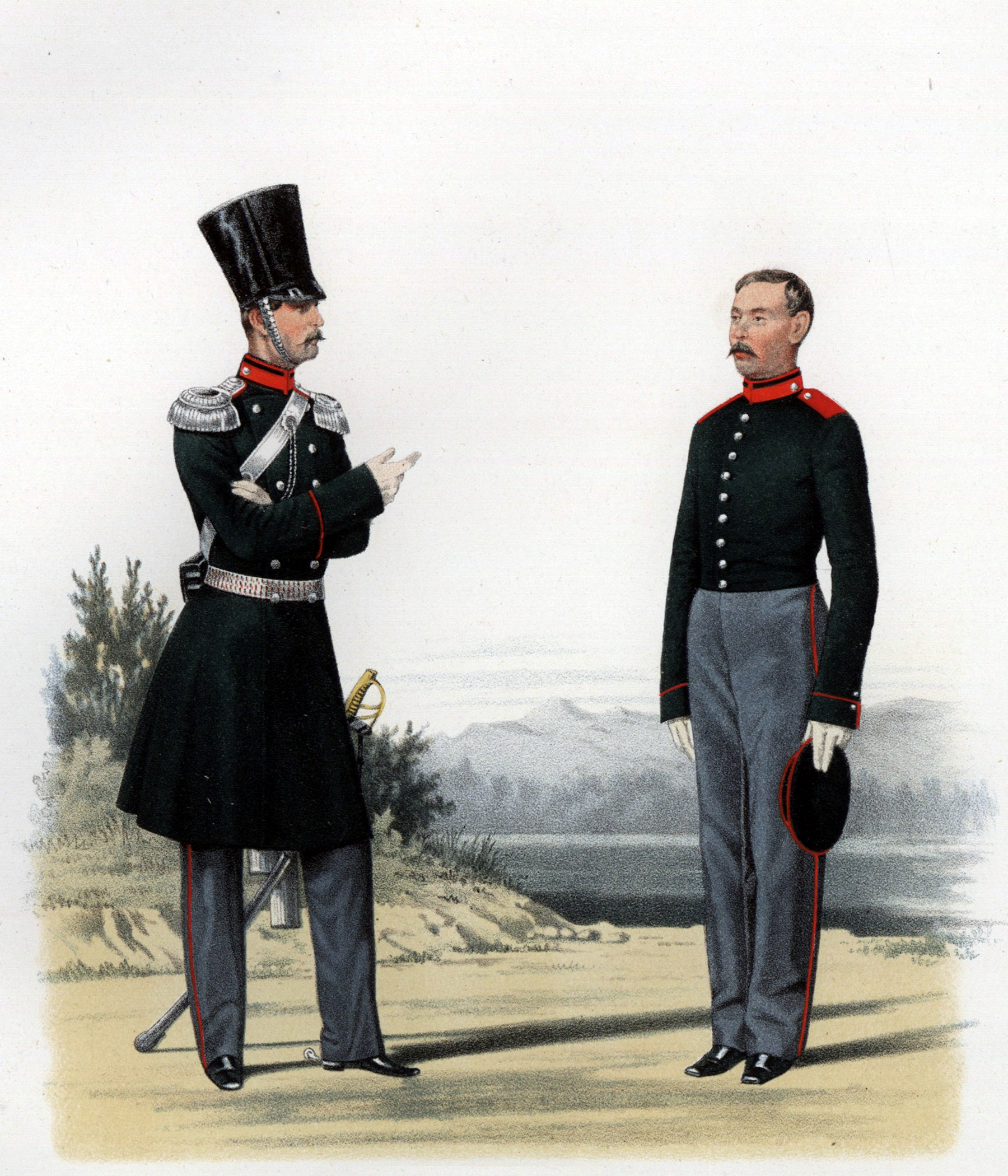
1829—1841. Штаб-офицер в походной форме (сюртук) и рядовой (лейбик).
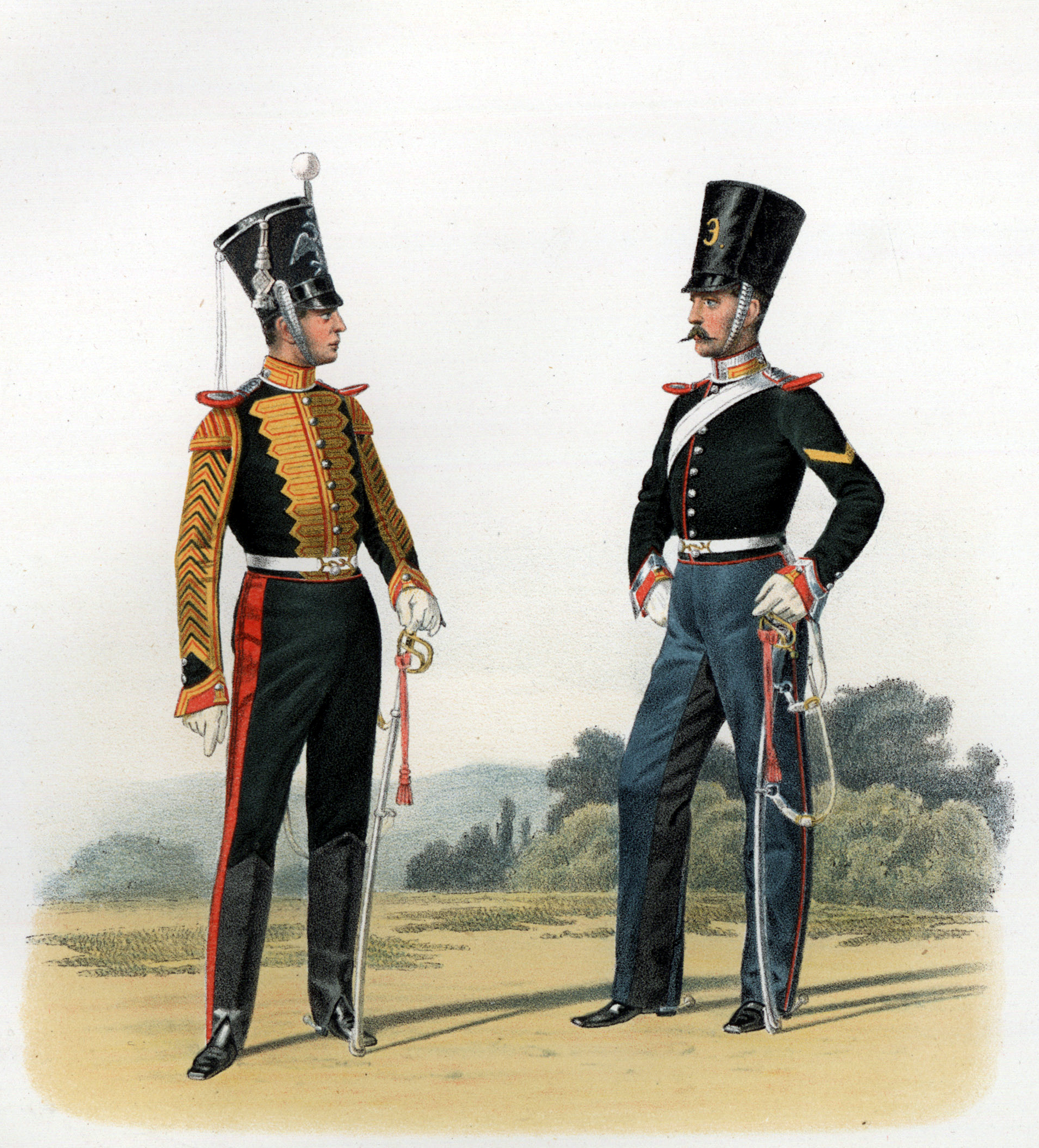
1831—1833. Трубач в парадной форме и унтер-офицер в походной форме.
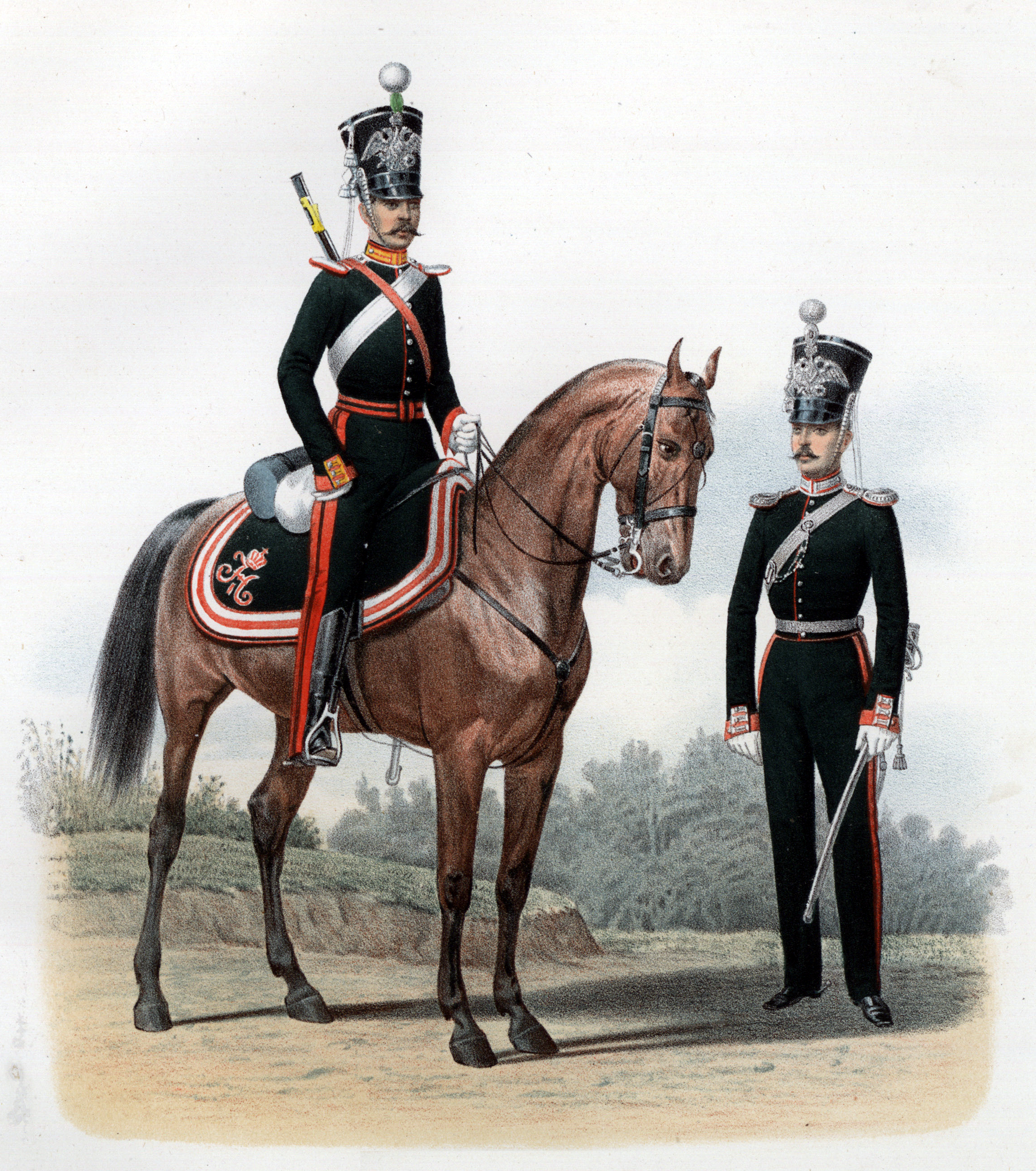
1833—1841. Рядовой и обер-офицер в парадной форме.
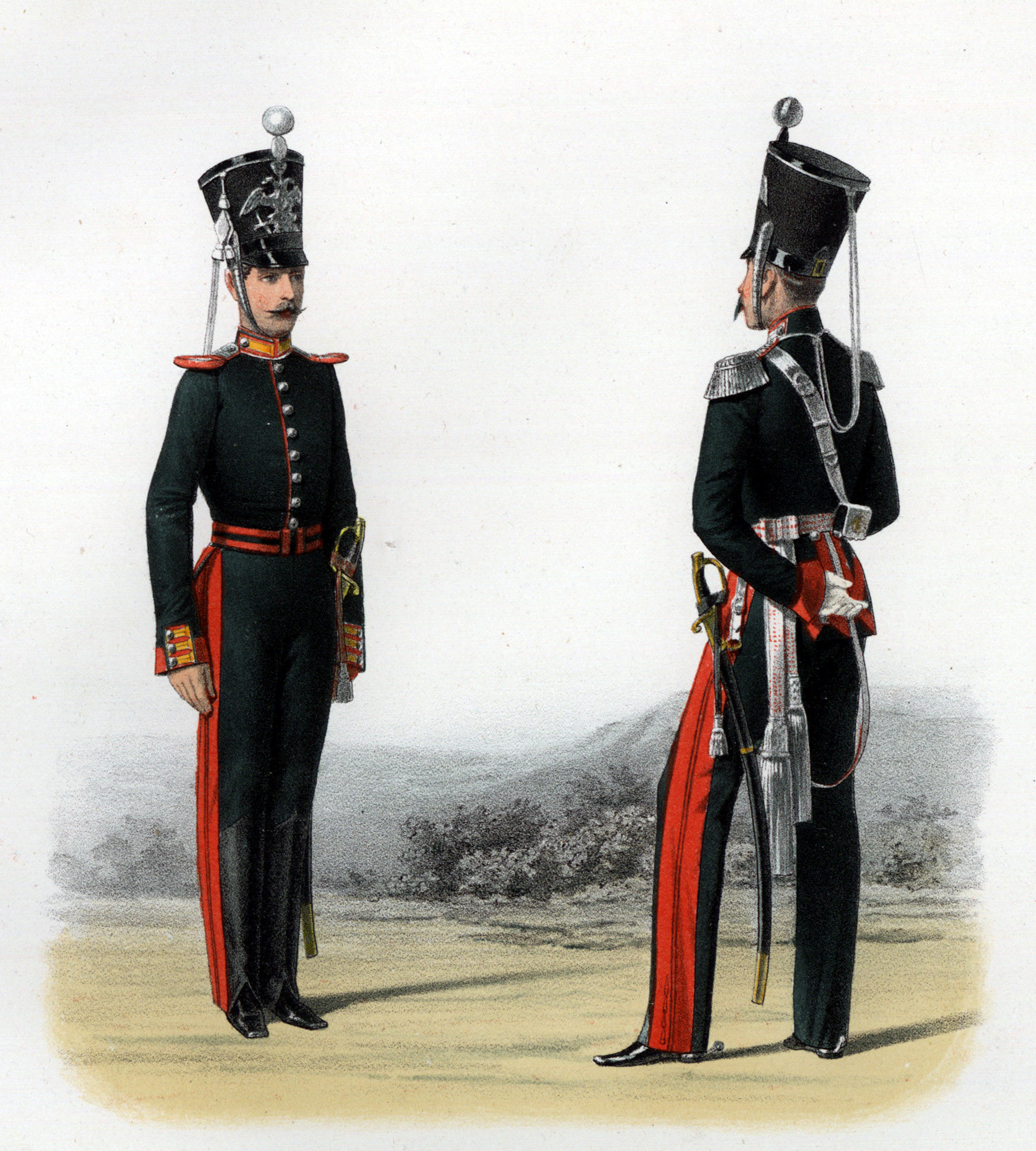
1841—1842. Рядовой и генерал в парадной форме.
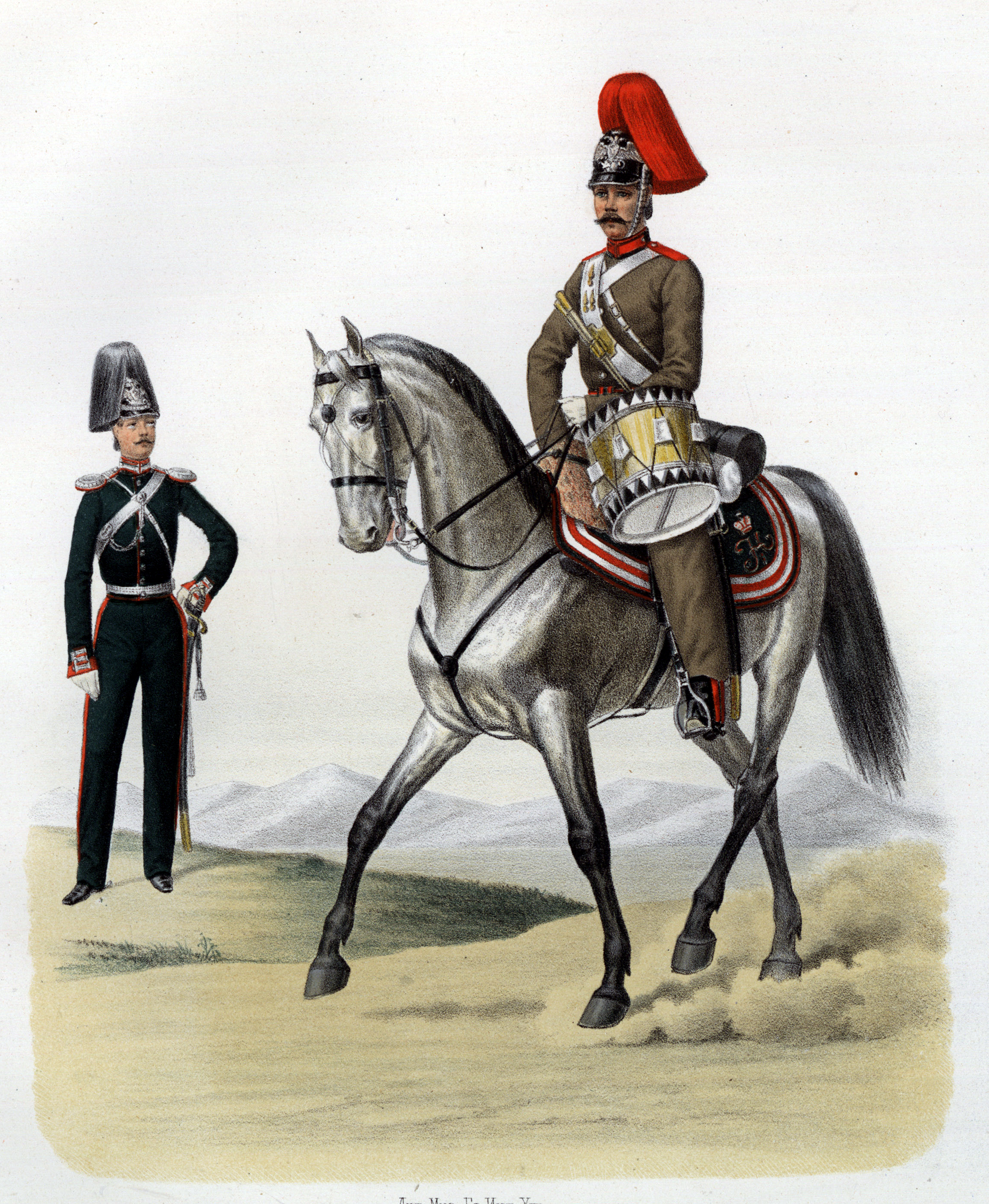
1844—1855. Обер-офицер в парадной форме и Барабанщик в парадной строевой зимней форме.
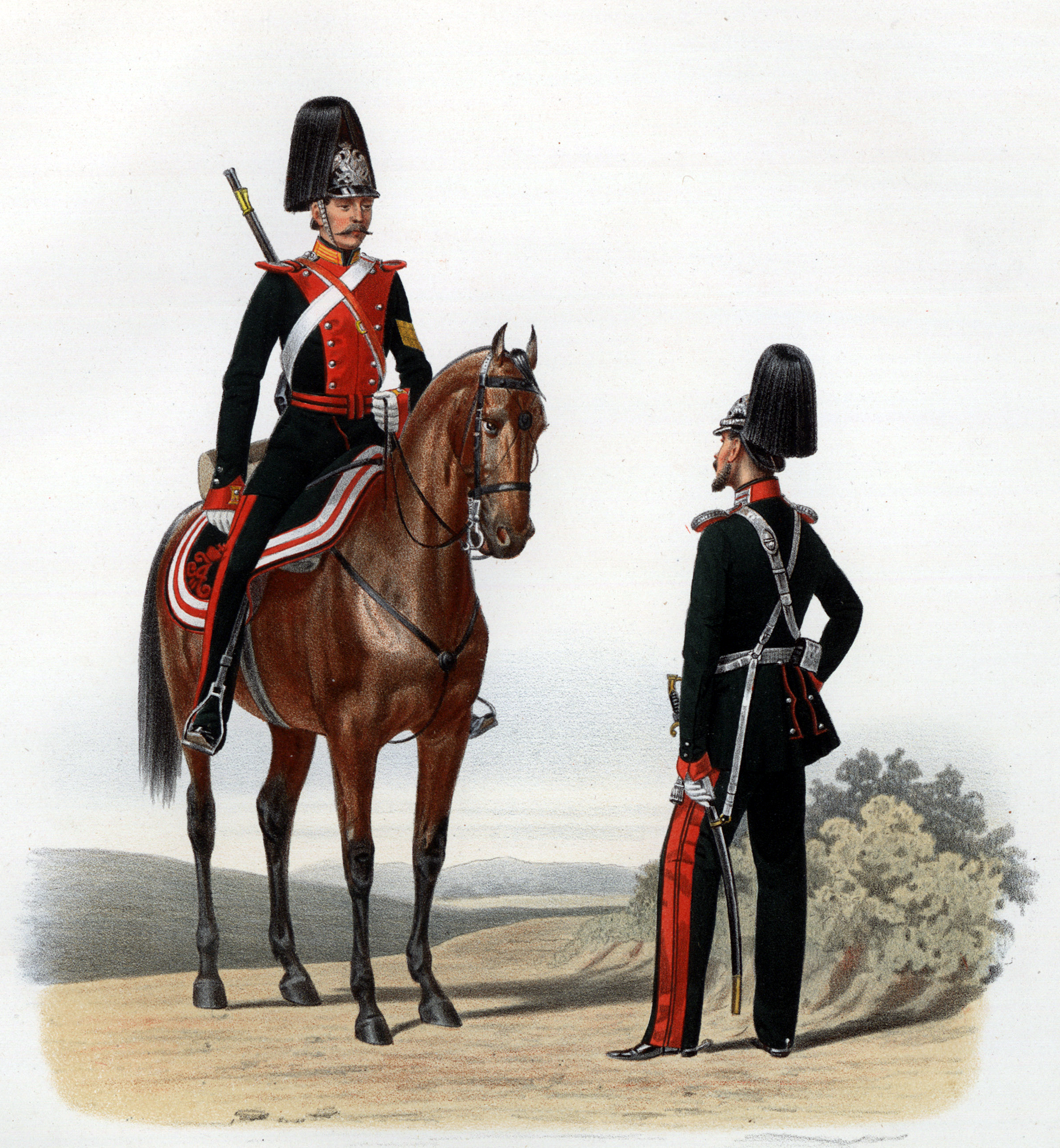
1855—1858. Рядовой и обер-офицер в парадной форме.
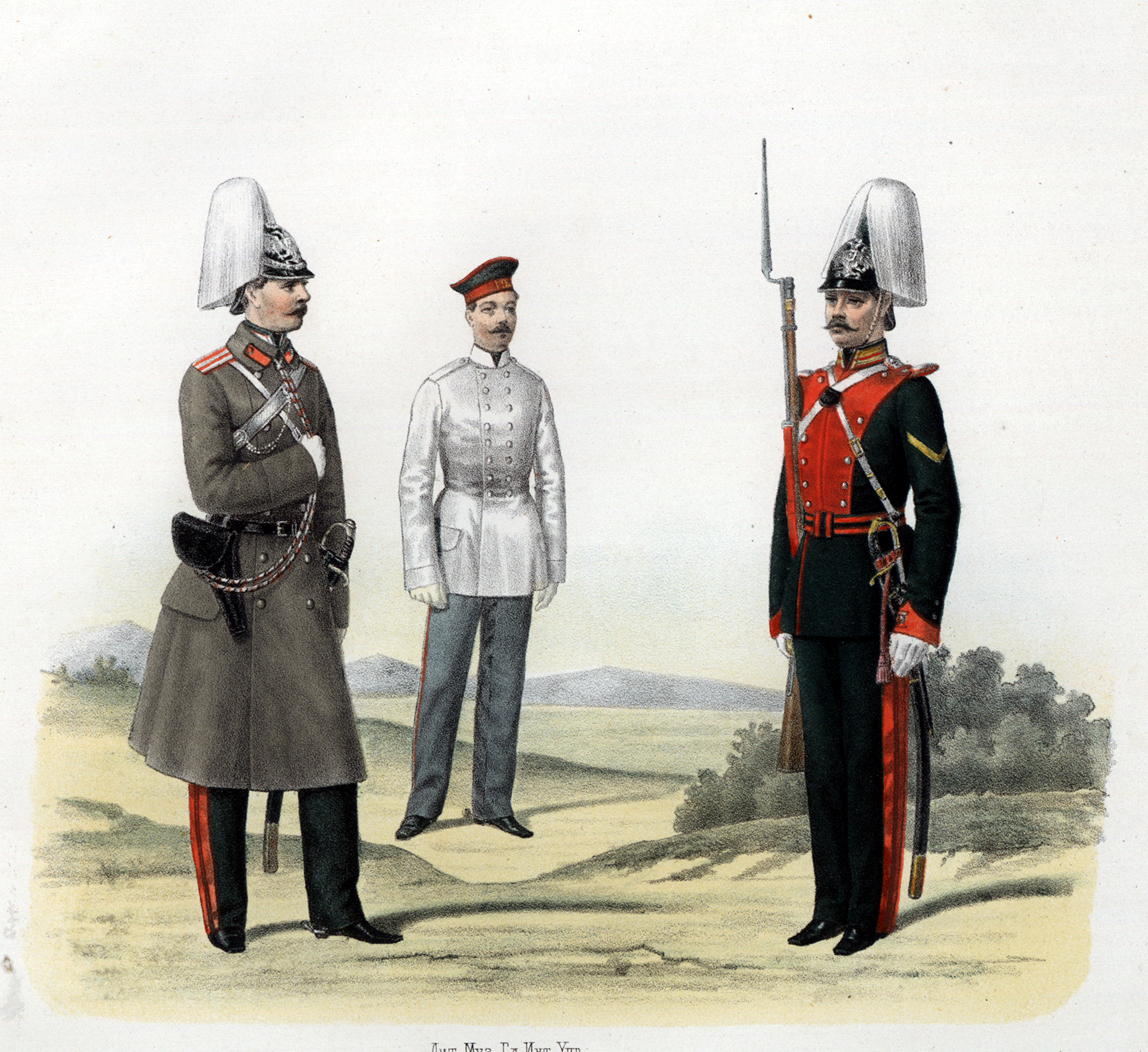
1856—1862. Обер-офицер в плаще и рядовые в кителе и парадной форме.
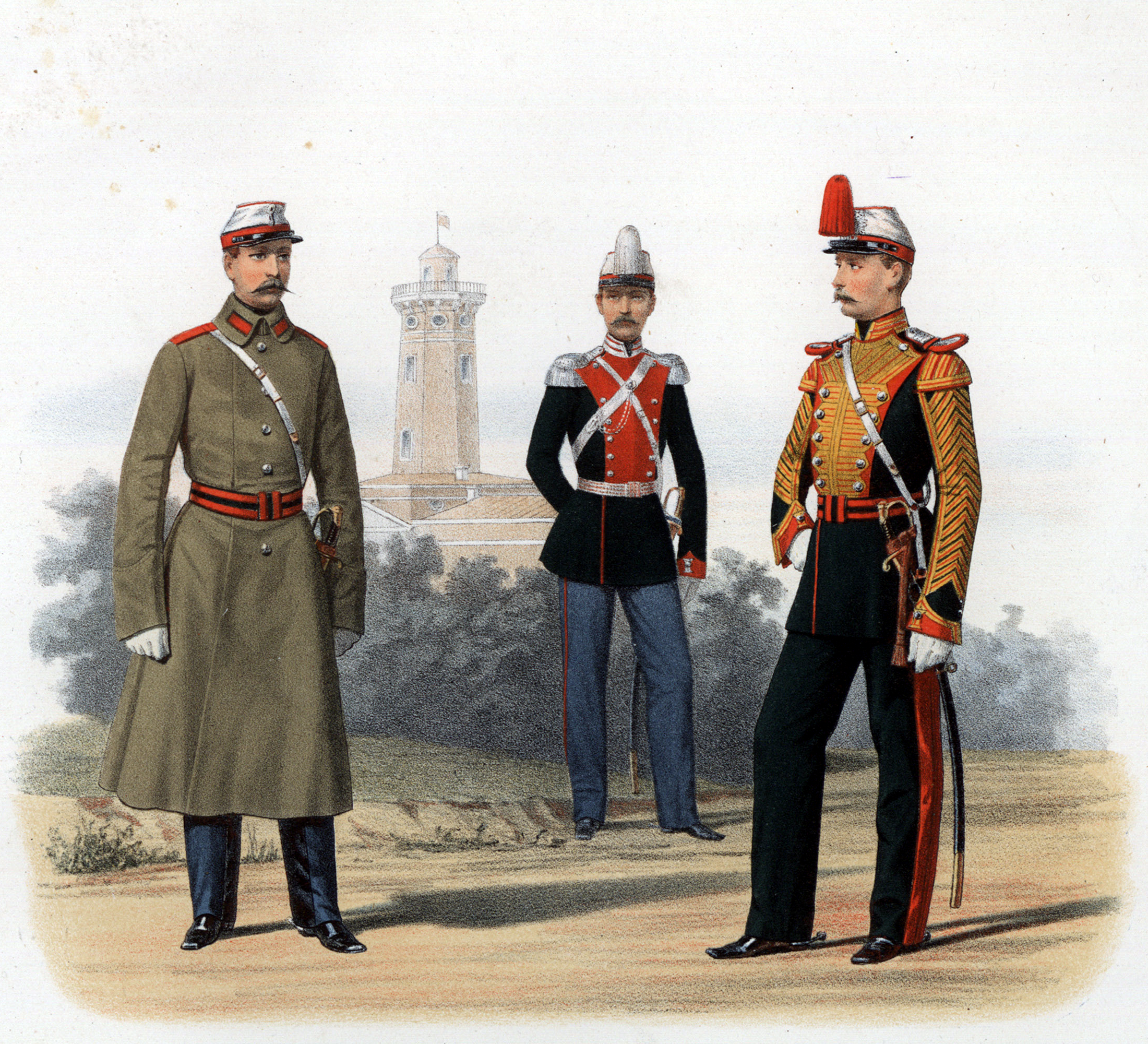
1862. Рядовой в походной форме, штаб-офицер и трубач в парадной форме.
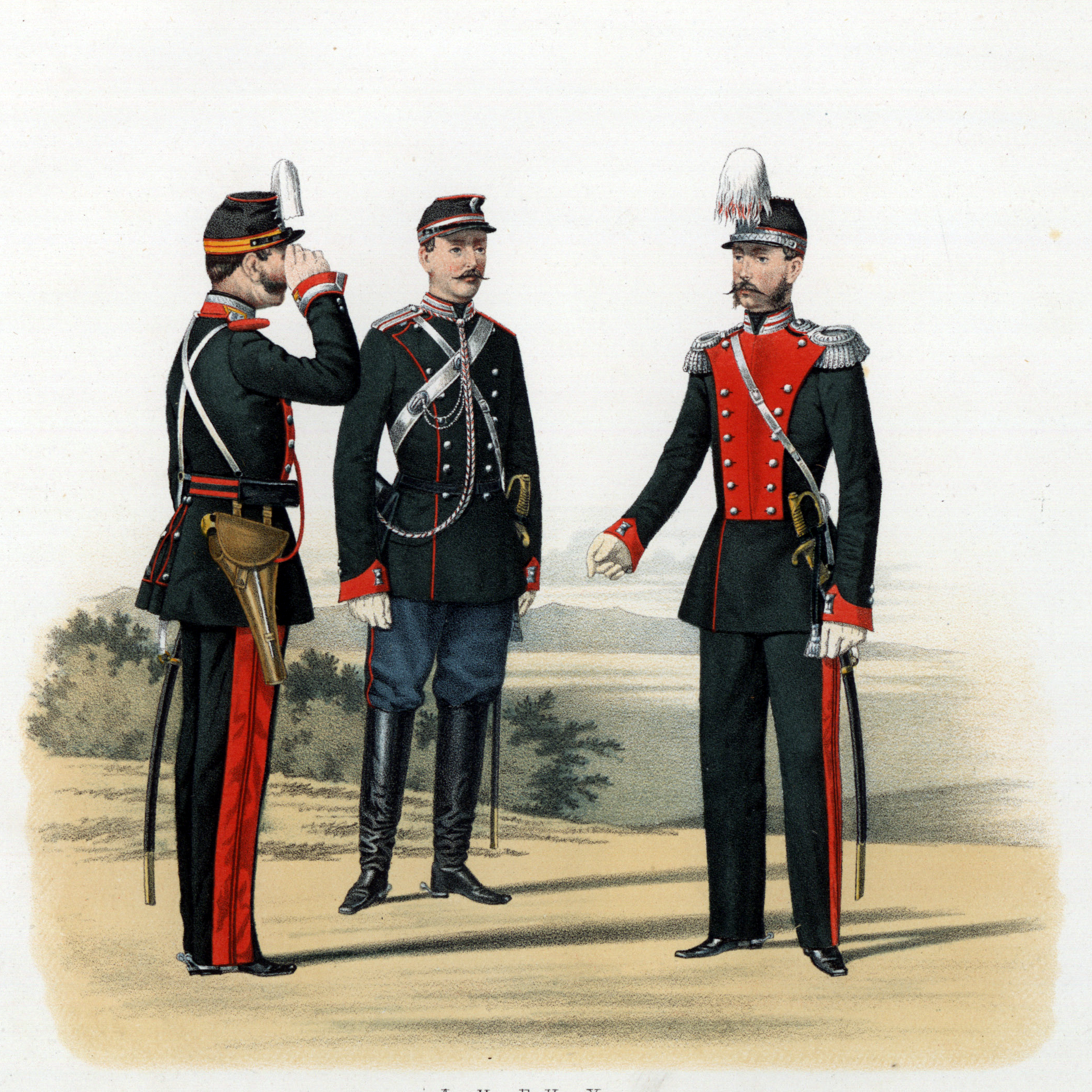
1862—1870. Вахмистр в парадной форме, обер-офицер в походной форме, генерал в праздничной форме.

## Форма 1914 года
Общедрагунский. Мундир (парадный), вальтрап, выпушка - тёмно-зелёный, тулья, околыш, воротник, погоны, лацкан, обшлага, клапан - пальто, шинели, обшивка - алый, металлический прибор - серебряный.

### Флюгер
Цвета: Квадрат - алый, полоска и косицы - белый.

## Шефы
- 3 апреля 1814 — 25 февраля 1847 — генерал-адъютант генерал-лейтенант (с 12 декабря 1823 генерал от кавалерии) князь Васильчиков, Илларион Васильевич.
- 10 апреля 1847 — 4 февраля 1909 — Великий Князь Владимир Александрович.
- 9 февраля 1909 — 4 марта 1917 — Её Императорское Высочество Великая Княгиня Мария Павловна[12].

## Командиры
(Командующий в дореволюционной терминологии означал временно исполняющего обязанности начальника или командира. С 1820-х годов должности командира гвардейского полка соответствовал чин генерал-майора, и при назначении на эту должность полковников они оставались командующими до момента своего производства в генерал-майоры).

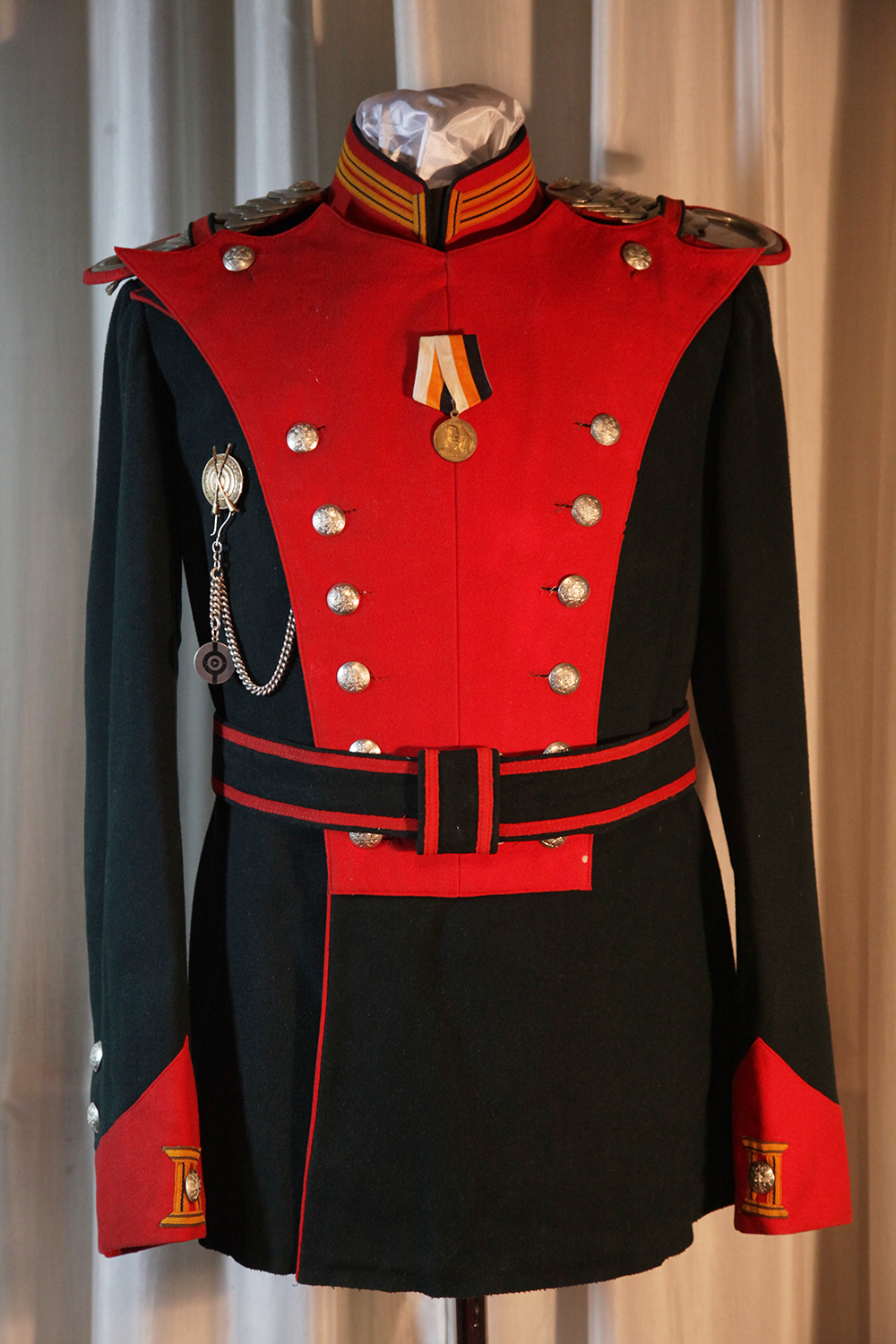
Мундир лейб-драгуна лейб-гвардии Драгунского полка

- 27 апреля 1814 — 30 августа 1823 — генерал-майор Потапов, Алексей Николаевич
- 11 ноября 1823 — 20 марта 1832 — полковник (с 06.01.1826 флигель-адъютант, с 21.05.1826 генерал-майор) Слатвинский, Пётр Иванович
- 20 марта 1832 — 10 сентября 1835[13] — генерал-майор барон Оффенберг, Иван Петрович
  - 31 марта 1832 — 6 декабря 1833 — командующий полковник Павлищев, Павел Иванович
  - 6 декабря 1833 — 10 сентября 1835 — командующий полковник Корф, Фёдор Христофорович
- 10 сентября 1835[14] — 24 августа 1842 — генерал-майор барон Врангель, Карл Егорович
- 24 августа 1842 — 3 ноября 1849 — генерал-майор (с 03.04.1849 генерал-лейтенант) Сталь-фон-Гольштейн, Иван Карлович
- 3 ноября 1849 — 26 октября 1857 — полковник (с 06.12.1851 генерал-майор) барон Энгельгардт, Василий Богданович
- 26 октября 1857 — 13 августа 1864 — генерал-майор Свиты Е. И. В. Дубельт, Николай Леонтьевич
- 13 августа 1864 — 3 февраля 1866 — генерал-майор барон фон Торнау, Фёдор Фёдорович
- 3 февраля 1867 — 25 января 1870 — полковник (с 30.08.1867 генерал-майор) Рейтерн, Александр Гергардович
- 25 января 1870 — 27 июля 1875 — полковник (с 17.04.1870 генерал-майор) Леонов, Николай Степанович
- 27 июля 1875 — 22 января 1878 — полковник Ланц, Карл Карлович[15]
- 22 января 1878 — 11 декабря 1882[16] — полковник (с 15.06.1878 генерал-майор Свиты) Ковалевский, Григорий Александрович
- 19 декабря 1882 — 10 января 1885 — полковник (с 15.05.1883 генерал-майор) Иванов-Луцевин, Николай Фёдорович
- 26 января 1885 — 27 ноября 1889 — генерал-майор барон Оффенберг, Александр Фёдорович
- 27 ноября 1889 — 16 марта 1893 — полковник (с 30.08.1890 генерал-майор) Зыков, Иван Сергеевич
- 16 марта 1893 — 22 апреля 1897 — генерал-майор Ризенкампф, Антон Егорович
- 25 апреля 1897 — 11 декабря 1902 — полковник (с 10.04.1899 генерал-майор) Яфимович, Николай Александрович
- 14 декабря 1902 — 6 ноября 1906 — генерал-майор герцог Мекленбург-Стрелицкий, Георгий Георгиевич
- 6 ноября 1906 — 14 июня 1910 — полковник (с 21.03.1907 флигель-адъютант, с 30.07.1907 генерал-майор Свиты) граф Келлер, Фёдор Артурович
- 15 мая 1910 — 6 ноября 1912 — генерал-майор (с 21.03.1911 в Свите) Эрдели, Иван Георгиевич
- 14 ноября 1912 — 13 января 1915 — генерал-майор (с 19.03.1914 в Свите) граф Нирод, Фёдор Максимилианович
- 13 января 1915 — 8 октября 1916 — полковник флигель-адъютант (с 14.11.1915 генерал-майор Свиты) Джунковский, Степан Степанович
- 27 октября 1916 — 15 сентября 1917 — командующий полковник Гребенщиков, Сергей Яковлевич
- 15 сентября 1917 — 7 февраля 1918 — командующий полковник Березин, Николай Адрианович

## Высочайшие особы, числившиеся в полку
- Император Александр I носил мундир лейб-гвардии Конно-егерского полка со дня его основания по день своей кончины
- 17 апреля 1864 — 1 марта 1881 — Император Александр II
- 6 ноября 1906 — 22 ноября 1909 — герцог Георг Георгиевич Мекленбург-Стрелицкий
- 30 сентября 1876 — 5 октября 1905, а также с 14 апреля 1909 — Его Императорское Высочество Великий князь Кирилл Владимирович
- с 12 ноября 1877 — Его Императорское Высочество Великий князь Борис Владимирович

## Известные люди, служившие в полку
- Бедряга, Михаил Григорьевич — полковник, герой Отечественной войны 1812 года.
- Безсонов Георгий (Юрий) Дмитриевич (1891, Санкт-Петербург — конец 1950, Париж) — штабс-ротмистр и публицист.
- Бестужев, Александр Александрович — штабс-капитан, за участие в заговоре декабристов в 1825 году лишён чина. Писатель, критик, публицист.
- Бураго, Александр Петрович — капитан, 4 января 1878 года с 63 лейб-драгунами обратил в бегство более тысячи низамов и черкесов Сулейман-паши и освободил город Пловдив. Награждён орденом «Святого Георгия» IV степени[17]
- Голицын, Василий Петрович — штабс-капитан
- Демидов, Павел Николаевич — сын Николая Никитича Демидова, егермейстер Двора Его Императорского Величества, владелец заводов в Сибири.
- Задонский, Воин Дмитриевич — генерал-лейтенант, участник войн против Наполеона.
- Кочетков, Василий Николаевич — «солдат трёх императоров».дъ
- Леонтьев, Александр Николаевич — генерал-лейтенант, начальник Николаевской академии Генерального штаба.
- князь Лобанов-Ростовский, Александр Яковлевич — генерал-майор, писатель, крупный коллекционер.
- Мандражи, Михаил Николаевич  — поручик, герой 1-й Мировой войны, кавалер ордена Св. Анны IV степeни «За храбрость» и ордена Святого Георгия IV степени «за то, что в бою 22.02.1915 г. у д. Руда, командуя взводом, смелой атакой и жертвуя собою, дабы выручить отряд, коему противник угрожал во фланг кавалерией, обратил в бегство один эскадрон германской конницы».
- барон Энгельгардт, Антон Евстафьевич — генерал от кавалерии, командующий сводным гвардейским корпусом и резервами гвардейской кавалерии.
- Чаплиц Владимир Устинович — полковник, герой 1-й Мировой войны, кавалер ордена Св. Анны III степени.

Кроме того, в начале 1830-х г.г., фактически оставаясь на прежних местах службы, к лейб-гвардии Конно-егерскому, а впоследствии Драгунскому, полку был причислен целый ряд старших офицеров штабов пехотных, кавалерийских и отдельных корпусов, в числе которых, например, старшие адъютанты Отдельного Кавказского корпуса Д. А. Всеволожский, впоследствии управляющий Кавказскими минеральными водами, генерал-майор, и В. Н. Зарин, впоследствии иркутский, владимирский и курский губернатор, действительный статский советник.

## Знаки отличия
- Георгиевский штандарт с надписью: «За отличие в войне с Турками в 1877 и 1878 годах». Пожалован 19 марта 1878 года в командование полковника Ковалевского. Высочайшая грамота от числа.

## Марши
- Марш лейб-Гвардии Драгунского полка, автор неизвестен[18].
- Драгунский марш, Композитор Иоганн Штраус-сын, написан в 1886 г в Санкт-Петербурге и посвящён лейб-Гвардии Драгунскому полку.[19]

## Памятные места
Во дворе церкви Св. Вознесения в городе Враца покоятся тела прапорщиков Данилевского и Велинского, павших в Русско-турецкой войне (1877—1878). На надгробии написано: Здесь погребены прапорщики Лейб-гвардии Драгунскаго Полка Михаил Викторович Данилевский и Николай Владимирович Велинский убитые Турками в войне за Освобождение Болгарии, в 1877 году 10 ноября, при селении Новачене.